# رجاء بن شمسي
رجاء بن شمسي، ولدت عام 1958 في مكناس وهي كاتبة مغربية.

## حياتها
بعد حصولها على الاجازة في الآداب في المغرب استكملت رجاء بن شمسي دراستها في باريس فحصلت على دكتوراه في الفلسفة وخصصت رسالتها عن الكاتب موريس بلانشو، ثم عادت لتقيم في مراكش وتدرس في المدرسة العادية العليا التابعة لها، وهي تقدم أخبار الأدب ونقد فني في التلفزيون المغربي. وتزوجت عام 1990 من الرسام فريد بالكاهية.

### انجازاتها
نشرت ديوان شعر عام 1997 في المغرب وبعدها نشرت في فرنسا انكسار الرغبة وهي مجموعة قصصية تتناول ست قصص نشرتها دار نشر Actes Sud [الفرنسية] عام 1998  وتبعتها روايات أخرى تهتم بصفة خاصة بامتزاج الثقافات بين الشرف والغرب والصوفية والإسلام والسعادة ، خصصت عام 2012 أحد كتبها للحديث عن أعمال زوجها الذي توفي بعدها بعامين أي عام 2014.أخرجت كذلك مؤلفا يحمل عنوان «فريد بلكاهيا أو فن الحرية»، وهو إصدار جماعي أنجز بمبادرة من مؤسسة فريد بالكاهية.
هي رئيسة مؤسسة«فريد بلكاهية».عضوة لجنة التحكيم الخاصة بالفيلم القصير في الدورة الثالثة من مهرجان مراكش السينمائي عام 2003.رأست لجنة تحكيم الأفلام القصيرة بالدورة العاشرة من المهرجان الوطني للفيلم بطنجة عام 2008.

#### أهم صادراتها
عام 1997، حديث المساء بالتعاون مع فريد بالكاهية لدار مرسم للنشر (ISBN 9981-9723-7-1).
عام 1999، انكسار الرغبة لدار نشر Actes Sud [الفرنسية] (ISBN) 2-7427-2161-4 [الفرنسية] 
عام 2006، الخلاف مع الزمن لدار نشر Sabine Wespieser éditeur [الفرنسية] (ISBN 2-84805-041-1 [الفرنسية]
عام 2003، مراكش ، أضواء في المنفى لدار النشر Sabine Wespieser édition [الفرنسية] (ISBN 2-84805-006-3 [الفرنسية].
2006، هدى وتقى لدار نشر Sabine Wespieser édition [الفرنسية]
عام 2012،على خطاى لدار مرسم للنشر (ISBN 9954-2127-2-8).
عام2012 ، فريد بالكاهية، الحدس الخلاق ، لدار مرسم للنشر (ISBN 9954-2127-5-2).

#### بيبليوجرافيا
كتب عنها سليم جاى في قاموس الكتاب المغاربة للناشر إديف عام 2005 ص 68-71 (للقراءة عبر الإنترنت) أرشيف
كتبت عنها سلمى المعدانى، بنشمسي رجاء [مكناس 1957] في قاموس النساء المبدعات في العالم نسخة النساء [الفرنسية] عام 2013 في صفحتي 471-472 الذي تشرف عليه كلا من بياتريس ديديه [الفرنسية] و أنتوانيت فوك [الفرنسية] و ميراى كال جروبار [الفرنسية]
كما كتب عنها جون زجانيارى [الفرنسية] «نظرة تاريخية حول الأنوثة من الجانبين الحسي والجنسي في أعمال رجاء بن شمسي» في كتابه كوير المغرب عن الجنس والنوع والهوية في الأدب المغربي (أجنحة فوق الجرار) عام 2013 ص 71-82

#### مقالات
كتب عنها طاهر بن جولون في مقالته (الانشقاق المغربي) في جريدة لو موند 4 يونيو 1999 للقراءة عبر الإنترنت أرشيف
كما كتب عنها ""رجاء بن شمسي، مراكش"، أضواء المنفى في صحيفة ليبراسيون [الفرنسية] 16 يناير عام 2003 (للقراءة عبر الإنترنت) أرشيف